# João de Carvalho Moutinho
João de Carvalho Moutinho foi provido pelo Rei capitão-mor de Cacheu, na Guiné-Bissau, em 1664 e serviu nesse cargo desde Fevereiro de 1666 até Fevereiro de 1669. Reedificou às suas custas, na sequência de um incêndio que lá ocorreu, a casa-forte e a igreja-matriz.
João de Carvalho Moutinho era natural de Favaios, Vila Real, onde foi baptizado em 2 de Julho de 1615, filho de Francisco de Carvalho Moutinho e de Maria da Costa. Foi casado com D. Bárbara Barbosa, de quem teve, pelo menos, Manuel de Carvalho Moutinho, D. Ana Maria de Carvalho Moutinho, e André de Carvalho Moutinho o qual é referido como irmão de Ana Maria de Carvalho Moutinho no assento de casamento desta (por procuração a André de Carvalho Moutinho) com Cristovão Leite da Silva. João de Carvalho Moutinho faleceu a 11 de Novembro de 1686, na rua da Betesga, em Lisboa.